# Pheidole parasitica
Pheidole parasitica é uma espécie de insecto da família Formicidae.
É endémica da Índia.